# Social-démocratie (Tchéquie)
Pour les articles homonymes, voir Parti social-démocrate.
Social-démocratie (en tchèque : Sociální demokracie, abrégé en SOCDEM, est un parti politique tchèque de centre gauche social-démocrate.
Il est connu sous le nom de Parti social-démocrate tchèque (en tchèque : Česká strana sociálně demokratická, abrégé en ČSSD) entre 1993 et 2023.

## Histoire

### Premières années
Fondé en 1878, le Parti social-démocrate tchèque est une branche locale du Parti social-démocrate d'Autriche du temps de l’Autriche-Hongrie.
Il connaît un renouveau en 1918, avec la naissance de la Tchécoslovaquie.
En 1920, il se scinde entre sociaux-démocrates et communistes. Disparu en 1939, il réapparaît à la fin de la Seconde Guerre mondiale, étant alors composé de deux tendances ayant un poids similaire :
- une aile gauche, partisane d'une collaboration étroite avec les communistes ; cette tendance est conduite par Zdeněk Fierlinger, Premier ministre tchécoslovaque en 1945-1946, sous la présidence Beneš ;
- une aile droite, pro-occidentale.

### Disparition sous l'ère communiste
Au congrès de 1947 à Brno, l'aile gauche est éliminée de la direction par les modérés, très inquiets de l’expansion communiste. Au moment du coup de Prague, en février 1948, la minorité pro-communiste accepte de participer au nouveau gouvernement, qui supprime la démocratie pluraliste. Il est alors dissous par fusion obligatoire avec le Parti communiste tchécoslovaque dès le printemps 1948, avec l’instauration de la République socialiste tchécoslovaque. Il se reforme brièvement en 1968, de manière semi-légale, lors du printemps de Prague.

### Refondation après la révolution de Velours
Le Parti social-démocrate tchèque réapparaît de façon pérenne après la révolution de Velours de novembre-décembre 1989. Alexander Dubček, premier secrétaire du Parti communiste tchécoslovaque au moment du printemps de Prague, en devient une figure emblématique. Le parti se montre résolument europhile.
La dissolution de la Tchécoslovaquie est actée à la fin de l’année 1992. Les élections législatives organisées quelques mois plus tôt dans la partie tchèque de la Tchécoslovaquie ont vu le ČSSD arriver en troisième position avec 6,5 % des suffrages exprimés, loin derrière le Parti démocratique civique (ODS) de Václav Klaus (30 %) et le Parti communiste de Bohême et Moravie (KSČM, 14 %).

### Succès des années 1990-2000

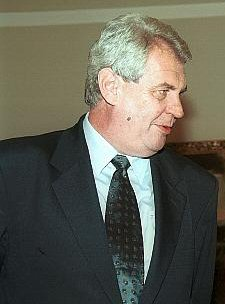
Miloš Zeman, président du ČSSD de 1993 à 2001 et président du gouvernement de 1998 à 2002. Par la suite en rupture avec le parti, il devient président de la République en 2013.

Cependant, le parti se redresse sous la présidence de Miloš Zeman, qui commence en 1993.
Aux élections législatives de 1996, le ČSSD arrive deuxième, quadruplant son score de 1992 avec 26 % des voix, trois points seulement derrière l’ODS. Il reste dans l’opposition mais Miloš Zeman noue un accord avec l'ODS lui permettant de devenir président de la Chambre des députés.
Deux ans plus tard, en 1998, le ČSSD remporte les élections législatives anticipées avec plus de 32 % des suffrages. Miloš Zeman, forme alors un gouvernement minoritaire, qui tient jusqu’à la fin de la législature grâce à un nouvel accord avec l’ODS.
En 2001, Miloš Zeman cède la présidence du parti à Vladimír Špidla, puis se retire de la vie politique l’année suivante. Au scrutin législatif de 2002, le parti arrive à nouveau en tête, avec 30 % des voix, ce qui permet à Špidla de devenir président du gouvernement, avec une coalition incluant les partis KDU-ČSL et US-DEU. En 2004, Stanislav Gross lui succède. Après la démission de ce dernier l’année suivante, c’est Jiří Paroubek qui prend la tête du gouvernement.
Lors des élections législatives de 2006, l’ODS parvient à reprendre la première place au Parti social-démocrate tchèque : Jiří Paroubek cède alors la présidence du gouvernement au libéral-conservateur Mirek Topolánek. En 2009, après trois années d’opposition, les sociaux-démocrates rejoignent le gouvernement Fischer.

### Déclin des années 2010-2020
En 2010, les législatives sont un revers à la fois pour le ČSSD — qui arrive en tête mais perd dix points et siège à nouveau dans l’opposition — et pour l’ODS, qui alternaient au pouvoir depuis la chute du communisme. Après cet échec, Jiří Paroubek démissionne de la présidence du Parti social-démocrate, Bohuslav Sobotka lui succédant.

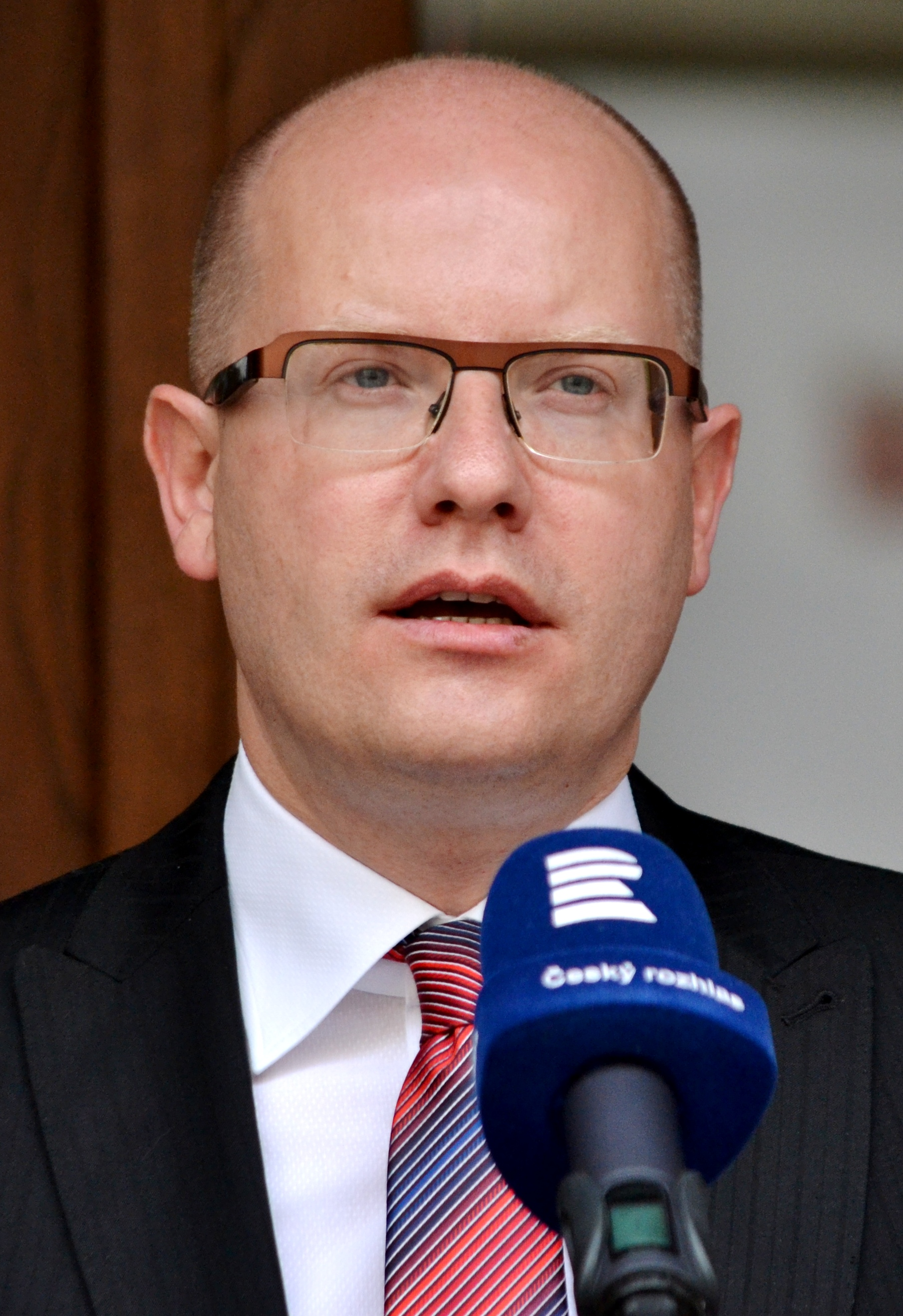
Bohuslav Sobotka, président du gouvernement tchèque en 2014-2017.

En janvier 2013, Miloš Zeman, qui a quitté le ČSSD en 2007 en raison de désaccords avec Paroubek, remporte l’élection présidentielle, lors de laquelle les sociaux-démocrates ont présenté la candidature de Jiří Dienstbier Jr., arrivé quatrième au premier tour avec 16 % des voix. Cinq ans plus tard, plusieurs dirigeants du ČSSD apporteront leur soutien à Zeman, qui sera réélu.
Le Parti social-démocrate tchèque reste toutefois le premier parti du pays à l’issue des élections législatives d’octobre 2013, mais avec 20,5 % des suffrages exprimés, soit un score une nouvelle fois en recul. De son côté, son concurrent historique, l'ODS, s’effondre à moins de 8 % des voix. Bohuslav Sobotka prend alors la tête d'un gouvernement composé de l'ANO 2011, parti récemment créé par Andrej Babiš et arrivé deuxième, ainsi que de l'Union chrétienne démocrate – Parti populaire tchécoslovaque (KDU-ČSL).
En 2017, après une crise politique l'opposant au président Zeman et au ministre des Finances Babiš, Bohuslav Sobotka renonce à briguer un nouveau mandat de président du gouvernement. Dans ce contexte, les élections législatives voient le ČSSD s’effondrer à un niveau historiquement bas, terminant en sixième position avec seulement 7,3 % des suffrages, étant principalement concurrencé par son partenaire de coalition ANO 2011. Andrej Babiš succède ainsi à Sobotka à la tête du gouvernement.
Jan Hamáček accède en 2018 à la présidence du ČSSD, qui, après plusieurs mois passés dans l’opposition, accepte d'intégrer le second gouvernement, minoritaire, formé par Babiš.
Aux élections législatives de 2021, le parti ne parvient pas à dépasser le seuil des 5 % de suffrages exprimés et n'obtient donc aucun député, une première depuis 1992.
En novembre 2024, Jana Maláčová prend la tête du parti. En juin 2025, la direction du parti annonce son rapprochement avec l'alliance Stačilo ! (en), composée notamment du Parti communiste de Bohême et Moravie, après avoir assuré du contraire quelques mois plus tôt. Jana Maláčová appelle à un rassemblement de la gauche contre « les projets fous du gouvernement » et qualifie cette alliance de « choix rationnel ». Cependant, cette décision est très contestée au sein du parti : plusieurs membres importants annoncent leur départ, dont Jiří Dienstbier junior, fils d'un dissident à l'époque communiste. Ils dénoncent une « trahison des valeurs » du parti et déclarent qu'« une ligne rouge a été franchie ».

## Présidents

### Depuis 1989
- Miloš Zeman (1993-2001)
- Vladimír Špidla (2001-2004)
- Stanislav Gross (2004-2005)
- Bohuslav Sobotka (par intérim, 2005-2006)
- Jiří Paroubek (2006-2010)
- Bohuslav Sobotka (2010-2017, par intérim jusqu’en 2011)
- Milan Chovanec (par intérim, 2017-2018)
- Jan Hamáček (2018-2021)
- Roman Onderka (par intérim, 2021)
- Michal Šmarda (2021-2024)
- Jana Maláčová (depuis 2024)

## Résultats électoraux

### Élections législatives
N.B. : figurent en gras les gouvernements dirigés par un membre du ČSSD.
| Année | Voix      | %    | Sièges   | Rang | Gouvernement                                                |
| ----- | --------- | ---- | -------- | ---- | ----------------------------------------------------------- |
| 1990  | 296 165   | 4,1  | 0 / 200  | 6e   | Opposition extra-parlementaire                              |
| 1992  | 422 736   | 6,5  | 16 / 200 | 3e   | Opposition                                                  |
| 1996  | 1 602 250 | 26,4 | 61 / 200 | 2e   | Opposition                                                  |
| 1998  | 1 928 660 | 32,3 | 74 / 200 | 1er  | Zeman                                                       |
| 2002  | 1 440 279 | 30,2 | 70 / 200 | 1er  | Špidla (2002-2004), Gross (2004-2005), Paroubek (2005-2006) |
| 2006  | 1 728 827 | 32,3 | 74 / 200 | 2e   | Opposition (2006-2009), Fischer (2009-2010)                 |
| 2010  | 1 155 267 | 22,1 | 56 / 200 | 1er  | Opposition                                                  |
| 2013  | 1 016 829 | 20,5 | 50 / 200 | 1er  | Sobotka                                                     |
| 2017  | 368 347   | 7,3  | 15 / 200 | 6e   | Opposition (2017-2018), Babiš II (2018-2021)                |
| 2021  | 250 397   | 4,7  | 0 / 200  | 6e   | Opposition extra-parlementaire                              |

### Élections présidentielles
| Année | Mode de scrutin | Candidat            | 1er tour | 1er tour | 1er tour | 2d tour | 2d tour | 2d tour | 3e tour | 3e tour | 3e tour |
| Année | Mode de scrutin | Candidat            | Voix     | %        | Rang     | Voix    | %       | Rang    | Voix    | %       | Rang    |
| ----- | --------------- | ------------------- | -------- | -------- | -------- | ------- | ------- | ------- | ------- | ------- | ------- |
| 2003  | Indirect        |                     |          |          |          |         |         |         |         |         |         |
| 2008  | Indirect        |                     |          |          |          |         |         |         |         |         |         |
| 2013  | Direct          | Jiří Dienstbier Jr. | 829 297  | 16,1     | 4e       |         |         |         |         |         |         |

### Élections européennes
| Année | Tête de liste | Voix    | %    | Rang | Sièges |
| ----- | ------------- | ------- | ---- | ---- | ------ |
| 2004  | Libor Rouček  | 204 903 | 8,8  | 5e   | 2 / 24 |
| 2009  | Jiří Havel    | 528 132 | 22,4 | 2e   | 7 / 22 |
| 2014  | Jan Keller    | 214 800 | 14,2 | 3e   | 4 / 21 |
| 2019  | Pavel Poc     | 93 664  | 4,0  | 8e   | 0 / 21 |

## Affiliation
Le Parti social-démocrate tchèque est actuellement membre de l'Internationale socialiste et du Parti socialiste européen.

## Identité visuelle

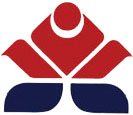
Logo de 1992 à 1998.
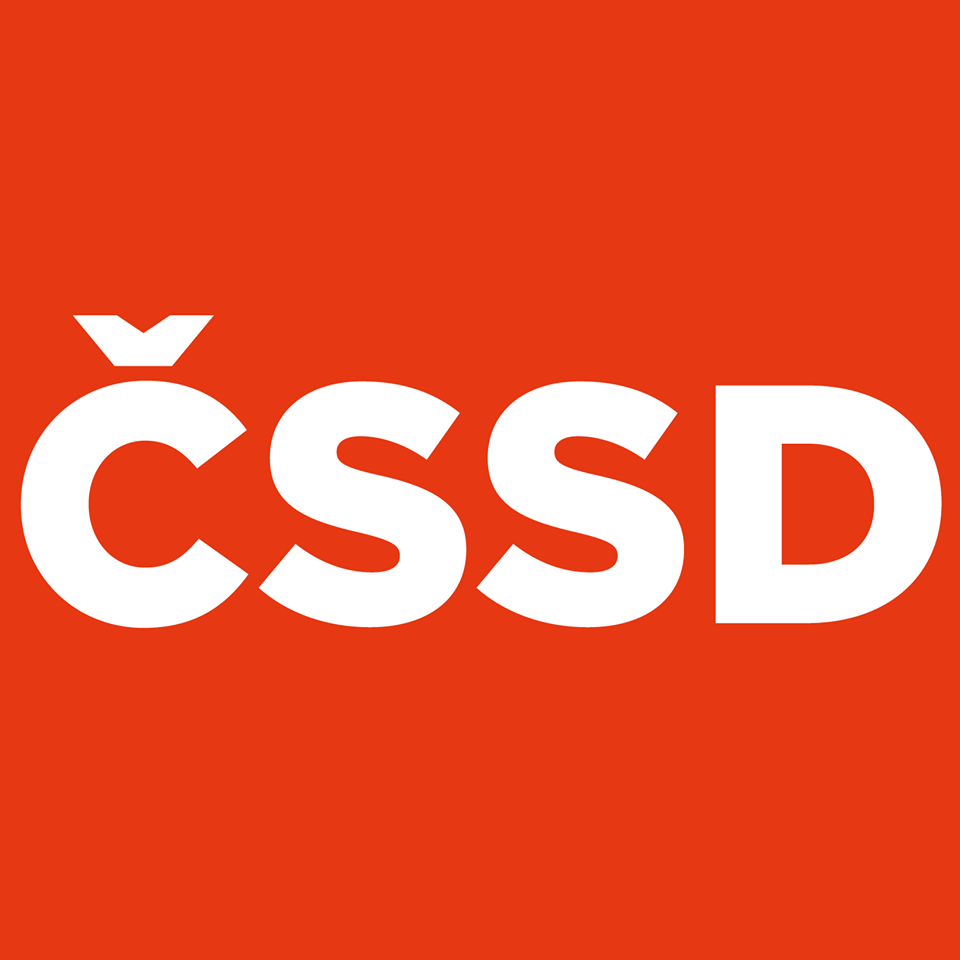
Logo de 2020 à 2021
Logo en 2021
Logo de 2021 à 2023
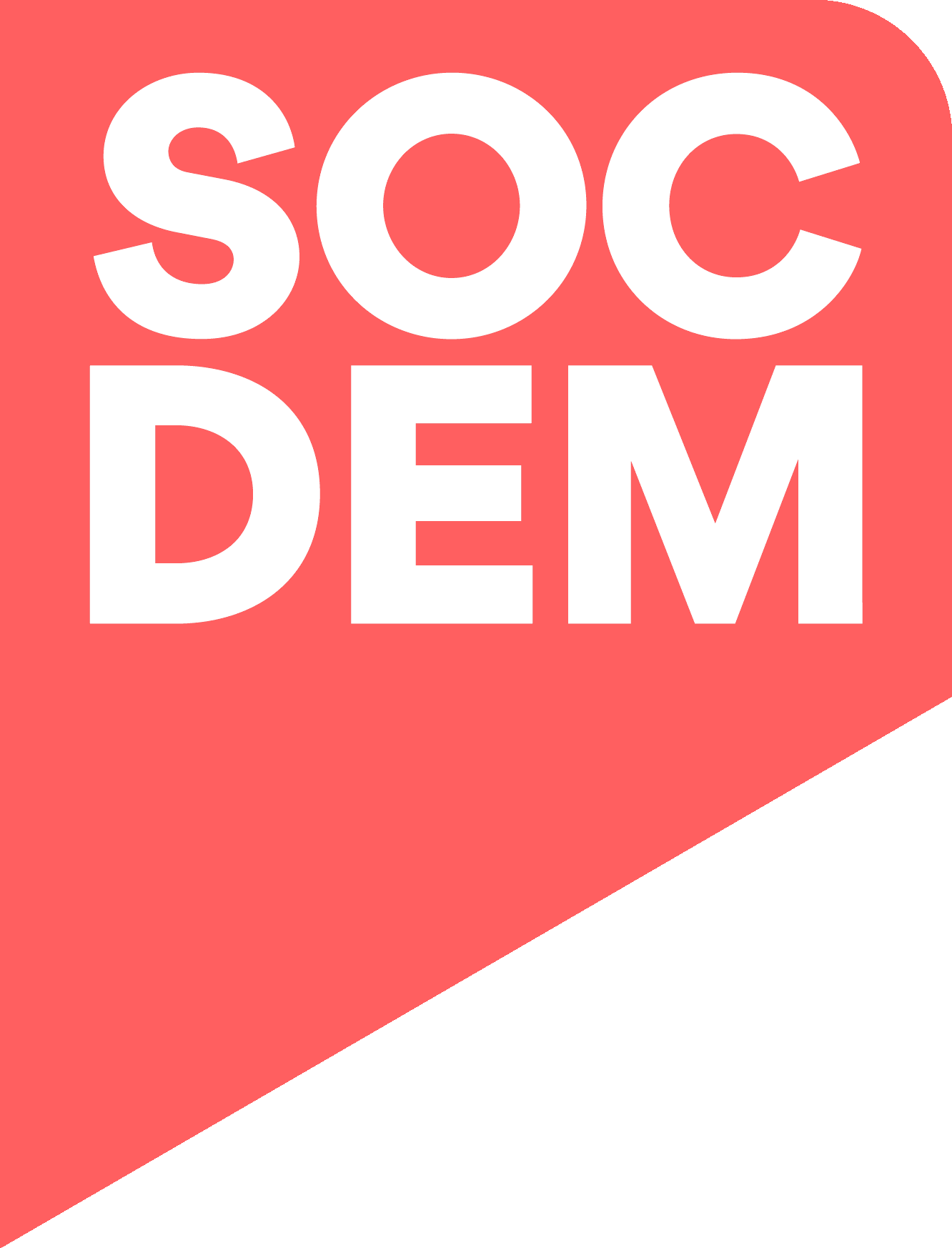
Logo depuis 2023